# Тамни вилајет (антологије фантастике)
„Тамни вилајет“ је серија југословенских/српских антологија за жанровску фантастику, у оквиру београдске издавачке етике „Знак Сагите“. Антологије излазе од 1988. а уређује их Бобан Кнежевић.
Са распадом бивше Југославије, уреднички концепт се мењао, од првобитног „избора југословенске научне фантастике“ који је укључивао и словеначке писце, до каснијег свођења на српску и, повремено, хрватску фантастику. И жанровски концепт се мењао, доносећи, поред научне фантастике, и епску фантазију и друге облике.
„Тамни вилајет“ је најважнији антологијски подухват у српској фантастици, већином доносећи писце активне у Удружењу „Лазар Комарчић“ и на конкурсима „Знака Сагите“, а имао је и утицај на развој фантастике у Хрватској инаугуришући нове писце и поетике.
Прва и четврта књига су имале по два измењена издања. Аутор почетних илустрација је Добросав Боб Живковић.

## Тамни вилајет 1 (1988)
- Драган Р. Филиповић, „Кад зло спава?“, pp. 7-23.
- Владимир Лазовић, „Ноћ која би могла променити све“, pp. 24-46.
- Бобан Кнежевић, „Насеље Сунца“, pp. 47-90.
- Зоран Јакшић, „Краљеви Септембра“, pp. 91-113.
- Зоран Нешковић, „Предвече се никако не може...“, pp. 114-129.
- Слободан Ћурчић, „Ета Змаја“, pp. 130-182.
- Горан Скробоња, „Роузвил“, pp. 183-224.
- Лидија Беатовић, „Коначни круг“, pp. 225-260.

## Тамни вилајет 1 (друго проширено издање 1989)
- Драган Р. Филиповић, „Кад зло спава?“, pp. 9-25.
- Владимир Лазовић, „Ноћ која би могла променити све, pp. 27-49.
- Бобан Кнежевић, „Насеље Сунца“, pp. 51-94.
- Вера Ивосић-Санто, „Евици, с љубављу“, pp. 95-118.
- Бранко Градишник, „Прича о Љубљани“, pp. 119-134.
- Бојан Месерко, „Преко прага кроз врата“, pp. 135-148.
- Зоран Јакшић, „Краљеви Септембра“, pp. 149-173.
- Зоран Нешковић, „Предвече се никако не може...“, pp. 175-190.
- Константин Тезеус, „Филмови“, pp. 191-216.
- Предраг Раос, „Велики тетраедар“, pp. 217-279.
- Слободан Ћурчић, „Ета Змаја“, pp. 281-333.
- Горан Скробоња, „Роузвил“, pp. 335-376.
- Лидија Беатовић, „Коначни круг“, pp. 377-412.

## Тамни вилајет 2 (1992)
- Светислав Басара, „Три димензије сањања“, pp. 11-18.
- Драган Р. Филиповић, „Словенска“, pp. 19-42.
- Илија Бакић, „Бегунци, крв“, pp. 43-74.
- Горан Скробоња, „Кућа на брду“, pp. 75-120.
- Слободан Ћурчић, „На колену јуде“, pp. 121-160.
- Невен Јовановић, „The Only Thing I Feel“, pp. 161-196.
- Златко Наглич, „Цењени! Цењени!“, pp. 197-210.
- Рок Бленкуш, „Сутрашњица Јутри“, pp. 211-218.
- Вероника Санто, „Трагови“, pp. 219-252.
- Радмило Анђелковић, „Дан Митре“, pp. 253-292.
- Бобан Кнежевић, „Људи не убијају своје сестре“, pp. 293-342.
- Дарко Мацан, „Тексас Кид, мој брат“, pp. 343-362.
- Весна Горше, „Зак Одметник и Белзебуб Луткар, лоповски маг“, pp. 363-378.
- Жељко Јунгић, „Балада о Сафикади“, pp. 379-402.
- Владимир Лазовић, „Велико време“, pp. 403-440.
- Зоран Јакшић, „Јека“, pp. 441-486.

## Тамни вилајет 3 (1993)
- Александар Марковић, „Авантуре Белог Носорога: Екстази“, pp. 9-30.
- Ото Олтвањи, „Лицемер: Bloody Mary Blues“, pp. 31-46.
- Зоран Стефановић, „Шеол-Долфи-Бехемот“, pp. 47-66.
- Горан Конвични, „Ријека нема делту“, pp. 67-72.
- Милан Константин, „Вес“, pp. 73-108.
- Војислав Васиљевић, „Под сунцем Тригонија“, pp. 109-132.
- Ненад Дуновић, „Старац“, pp. 133-142.
- Игор Драгишић, „Нека буде Шума“, pp. 143-176.
- Владимир Лазовић, „Дечак рече: ’Имаш моје очи’“, pp. 177-194.
- Вероника Санто, „И краљеве кочије су пролазиле“, pp. 195-218.
- Илија Бакић, „Јесен скупљача“, pp. 219-240.
- Дарко Мацан, „Изроди: 1947, очекивања“, pp. 241-272.
- Зоран Јакшић, „Морана“, pp. 273-296.
- Бобан Кнежевић, „Отисак звери у пепелу“, pp. 297-330.
- Горан Скробоња, „Гумена душа“, pp. 331-382.
- Драган Р. Филиповић, „Раме соколара“, pp. 383-410.
- Радмило Анђелковић, „Сва вучја деца“, pp. 411-442.

## Тамни вилајет 4 (1996)
- Зоран Јакшић, „Северњак“, pp. 9-106.
- Драган Р. Филиповић, „Тринаеста школа“, pp. 107-128.
- Горан Скробоња, „Свети рат“, pp. 129-184.
- Вероника Санто, „Ми и они иза мојих леђа“, pp. 185-204.
- Љиљана Праизовић, „Најмилија слика“, pp. 205-211.
- Александар Марковић, „Јутро у животу грађанина који је пазио да има цигарете“, pp. 212-215.
- Зоран Бранковић, „Кора од лимуна“, pp. 216-220.
- Бобан Кнежевић, „Заклана у Лапис Лазулију“, pp. 221-238.
- Радмило Анђелковић, „Очи световида: Фалус“, pp. 239-278.
- Даниел Рељић, „Излет за један живот“, pp. 279-302.
- Ноел Путник, „Искушења Бернарова“, pp. 303-338.
- Владимир Лазовић, „Срећан крај се подразумева“, pp. 339-348.
- Илија Бакић, „Висока орбита“, pp. 349-364.
- Иван Нешић & Зоран Петровић, „Trick or Treat“, pp. 365-371.
- Васа Ћурчин, „Богови не крваре“, pp. 372-390.
- Зоран Стефановић, „Време буке и беса“, pp. 391-426.
- Ото Олтвањи, „Клаустрофобична жаока“, pp. 427-468.
- Данијела Танасковић, „Врисак драгоценог“, 469-585.

## Тамни вилајет 4 (друго измењено издање, 2011)
- Бобан Кнежевић, „Предговор овом издању“, pp. 7.
- Бобан Кнежевић, „Предговор првом издању“, pp. 8-10.
- Зоран Јакшић, „Бездан“, pp. 11-54.
- Драган Р. Филиповић, „Тринаеста школа“, pp. 55-82.
- Горан Скробоња, „Свети рат“, pp. 83-148.
- Вероника Санто, „Ми и они иза мојих леђа“, pp. 149-170.
- Љиљана Праизовић, „Најмилија слика“, pp. 171-178.
- Александар Марковић, „Јутро у животу грађанина који је пазио да има цигарете“, pp. 179-183.
- Зоран Бранковић, „Кора од лимуна“, pp. 184-188.
- Бобан Кнежевић, „Заклана у Лапис Лазулију“, pp. 189-208.
- Радмило Анђелковић, „Очи световида: Фалус“, pp. 209-254.
- Даниел Рељић, „Земља глинених уломака“, pp. 255-268.
- Ноел Путник, „Искушења Бернарова“, pp. 269-312.
- Владимир Лазовић, „Срећан крај се подразумева“, pp. 313-324.
- Илија Бакић, „Висока орбита“, pp. 325-342.
- Иван Нешић, „Обасут пољупцима у ноћи без месечине“, pp. 343-350.
- Васа Ћурчин, „Богови не крваре“, pp. 351-372.
- Зоран Стефановић, „Време буке и беса“, pp. 373-422.
- Ото Олтвањи, „Клаустрофобична жаока“, pp. 423-470.
- Данијела Танасковић, „Врисак драгоценог“, 471-607.